# Berufsausbildungsvertrag
Der Berufsausbildungsvertrag ist in Deutschland ein Vertrag zwischen einer oder einem Auszubildenden (früher: Lehrling) und einem Ausbildenden (Ausbildungsbetrieb) in einem anerkannten Ausbildungsberuf. Durch den Berufsausbildungsvertrag kommt ein Berufsausbildungsverhältnis zustande. In Österreich und der Schweiz wird stattdessen ein Lehrvertrag abgeschlossen. Der Berufsausbildungsvertrag ist in § 10 Berufsbildungsgesetz (BBiG) geregelt, in dem der Gesetzgeber die Mindestangaben vorschreibt. Das BBiG gilt nicht für die Berufsausbildung zum Gesundheits- und Krankenpfleger, zum Gesundheits- und Krankenpflegehelfer und zum Altenpfleger. Hierfür sind die eigenen Bundesgesetze Krankenpflegegesetz (KrPflG) beziehungsweise Altenpflegegesetz (AltPflG) zuständig.
Bei minderjährigen Auszubildenden müssen die Erziehungsberechtigten zustimmen. Der Vertrag ist Voraussetzung für die betriebliche Berufsausbildung und kann zunächst mündlich abgeschlossen werden, muss dann aber spätestens bis Ausbildungsbeginn schriftlich abgeschlossen werden. Die elektronische Form ist ausgeschlossen.
Bestandteil des Berufsausbildungsvertrages ist die Ausbildungsordnung des jeweiligen Berufes.

## Vorgaben nach dem BBiG

### Inhalt des Berufsausbildungsvertrages
Der Mindestinhalt der Niederschrift des Berufsausbildungsvertrages ist in § 11 BBiG verbindlich festgelegt:
- Namen und Anschriften der Vertragspartner
- Ziel der Ausbildung, sowie sachliche und zeitliche Gliederung der Ausbildung
- Beginn und Dauer der Ausbildung
- Dauer der Probezeit (mindestens einen Monat und maximal vier Monate gemäß § 20 BBiG)
- Ort der Ausbildung
- Ausbildungsmaßnahmen außerhalb des Betriebes
- Zahlung und Höhe der Ausbildungsvergütung
- Dauer der regelmäßigen Arbeitszeit
- Dauer des Urlaubs
- Voraussetzungen, unter denen der Vertrag gekündigt werden kann
- Sonstige Vereinbarungen
- Unterschriften aller Vertragspartner

### Pflichten
Mit Abschluss des Ausbildungsvertrages übernehmen die Vertragsparteien Verpflichtungen.

#### Pflichten der Ausbildenden (Unterabschnitt 3. §14f.f. BBIG)
Ausbildende haben
1. dafür zu sorgen, dass dem Auszubildenden die Fertigkeiten und Kenntnisse vermittelt werden, die zum Erreichen des Ausbildungszieles erforderlich sind,
2. dem Auszubildenden kostenlos die Ausbildungsmittel, insbesondere Werkzeuge und Werkstoffe zur Verfügung zu stellen,
3. den Auszubildenden zum Besuch der Berufsschule sowie zum Führen von Berichtsheften anzuhalten,
4. dafür zu sorgen, dass der Auszubildende charakterlich gefördert sowie sittlich und körperlich nicht gefährdet wird,
5. dafür zu sorgen, dass dem Auszubildenden nur Verrichtungen übertragen werden, die dem Ausbildungszweck dienen,
6. den Auszubildenden für die Teilnahme am Berufsschulunterricht und an Prüfungen freizustellen,
7. dem Auszubildenden bei Beendigung des Berufsausbildungsverhältnisses ein Zeugnis auszustellen,
8. den Auszubildenden eine angemessene Vergütung zu gewähren,
9. zustehenden Urlaub zu gewähren,
10. dafür zu sorgen, dass der Auszubildende seine rechtlichen Pausen und Arbeitszeiten einhalten kann.

#### Pflichten der Auszubildenden (Unterabschnitt 2. §13 BBIG)
Auszubildende haben:
1. die Fertigkeiten und Kenntnisse zu erwerben, die zum Erreichen des Ausbildungszieles erforderlich sind,
2. mit den ihm überlassenen Werkzeugen pfleglich umzugehen,
3. regelmäßig die Berufsschule zu besuchen,
4. die betriebliche Ordnung einzuhalten,
5. den Weisungen des Ausbildenden bzw. des Ausbilders Folge zu leisten und
6. an den ärztlichen Untersuchungen laut Jugendarbeitsschutzgesetz teilzunehmen,
7. ein Berichtsheft zu führen,
8. an Maßnahmen, für die er nach § 15 BBiG freigestellt wird, teilzunehmen,
9. über Betriebs- und Geschäftsgeheimnisse Stillschweigen zu wahren,
10. Erholungspflicht,
11. Wettbewerbsverbot.